# Galántai Tibor (labdarúgó)
Galántai Tibor (Kőszeg, 1952. március 31. –) labdarúgó, középpályás.

## Pályafutása
1978 és 1980 között a Haladás VSE labdarúgója volt. Az élvonalban 1978. augusztus 26-án mutatkozott be a Zalaegerszegi TE ellen, ahol csapata 1–0-s vereséget szenvedett. 1980 és 1987 között a Zalaegerszegi TE csapatában játszott. Az élvonalban 158 bajnoki mérkőzésen szerepelt és nyolc gólt szerzett.